# The Hits (album MC Hammera)
The Hits - kompilacja amerykańskiego rapera MC Hammera. Została wydana w 2000 roku.

## Lista utworów
Opracowano na podstawie źródła.
1. "U Can’t Touch This"
2. "Addams Groove"
3. "Too Legit to Quit"
4. "This Is The Way We Roll"
5. "Pray"
6. "Turn This Mutha Out"
7. "Gaining Momentum"
8. "Do Not Pass Me By"
9. "Let's Get It Started"
10. "They Put Me In the Mix"
11. "Black Is Black"
12. "Help the Children"
13. "Pump It Up (Here's the NEWS)"
14. "Have You Seen Her"
15. "U Can’t Touch This (Club Version)"
16. "Feel My Power"
17. "Yo!! Sweetness"